# Wayne County (Indiana)
Wayne County ist ein County im US-Bundesstaat Indiana der Vereinigten Staaten. Der Verwaltungssitz (County Seat) ist Richmond.

## Geographie
Das County liegt im Osten von Indiana, grenzt an Ohio und hat eine Fläche von 1047 Quadratkilometern, wovon zwei Quadratkilometer Wasserfläche sind. Es grenzt in Indiana im Uhrzeigersinn an folgende Countys: Randolph County, Union County, Fayette County, Henry County. Im Wayne County liegt mit dem Hoosier Hill die höchste Erhebung Indianas.

## Geschichte

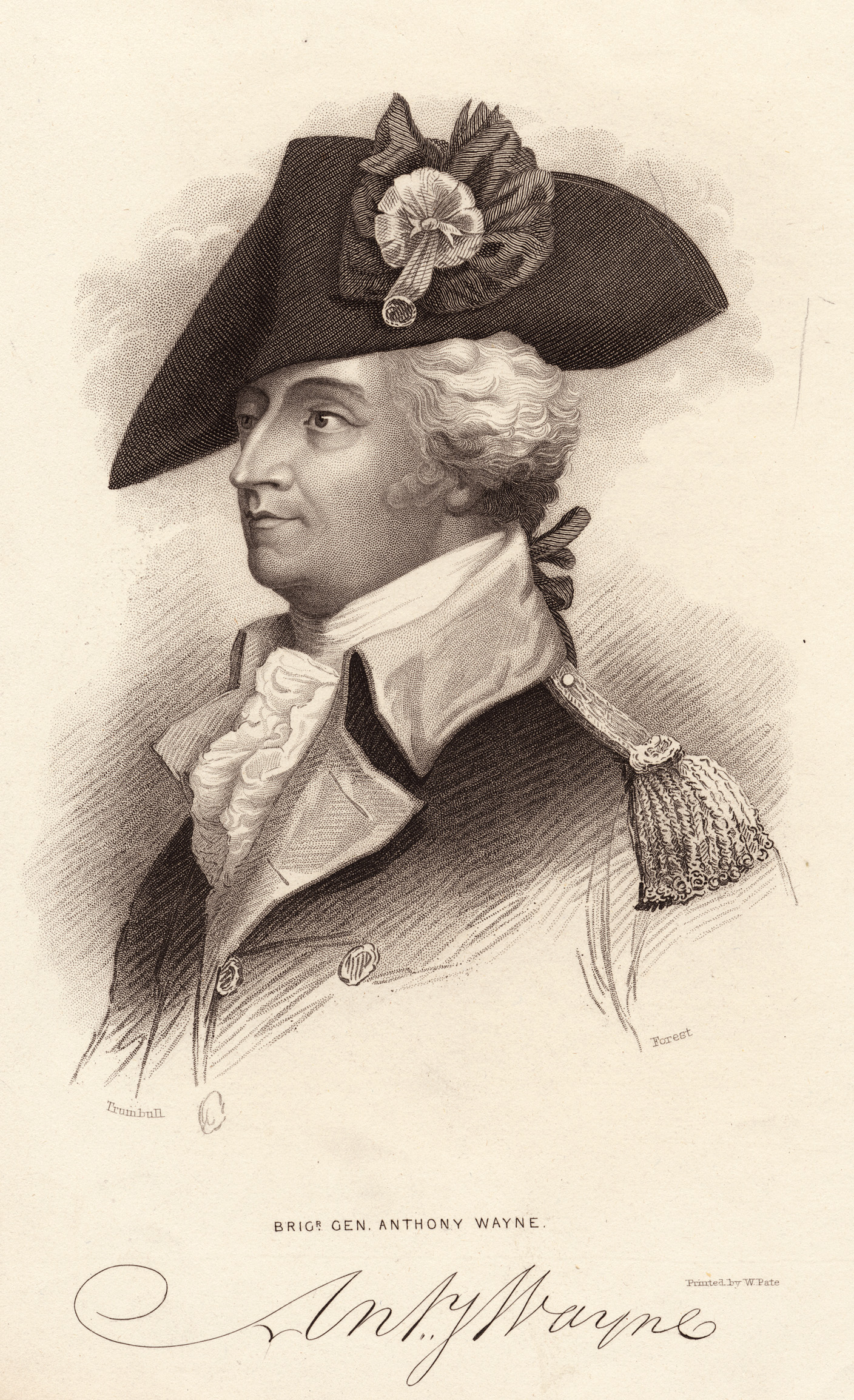
Anthony Wayne

Wayne County wurde am 27. November 1810 aus Teilen des Clark County und des Dearborn County gebildet. Benannt wurde es nach Anthony Wayne, einem General und Sieger der Schlacht von Fallen Timbers in 1794 während des Amerikanischen Unabhängigkeitskriegs. Ebenso bekannt wurde er als Kommandeur im Northwest Indian War.
Der erste Sitz der Countyverwaltung war in Salisbury, einer heute nicht mehr existenten Stadt. Später war es Centerville, bevor es Richmond wurde.

Im Wayne County liegt eine National Historic Landmark, das Levi Coffin House. Insgesamt sind 33 Bauwerke und Stätten des Countys im National Register of Historic Places eingetragen (Stand 5. September 2017).

## Demografische Daten

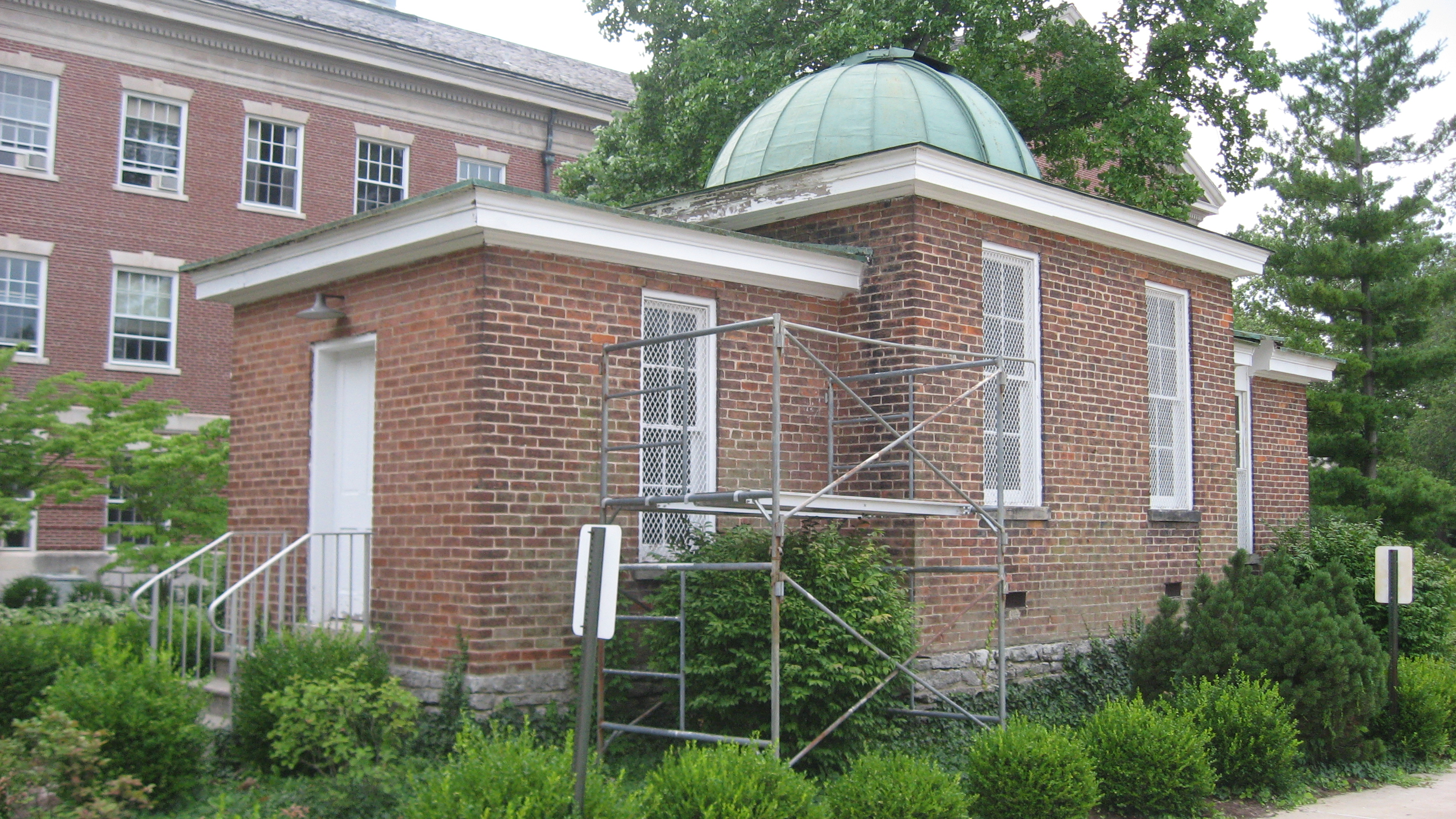
Earlham College Observatory

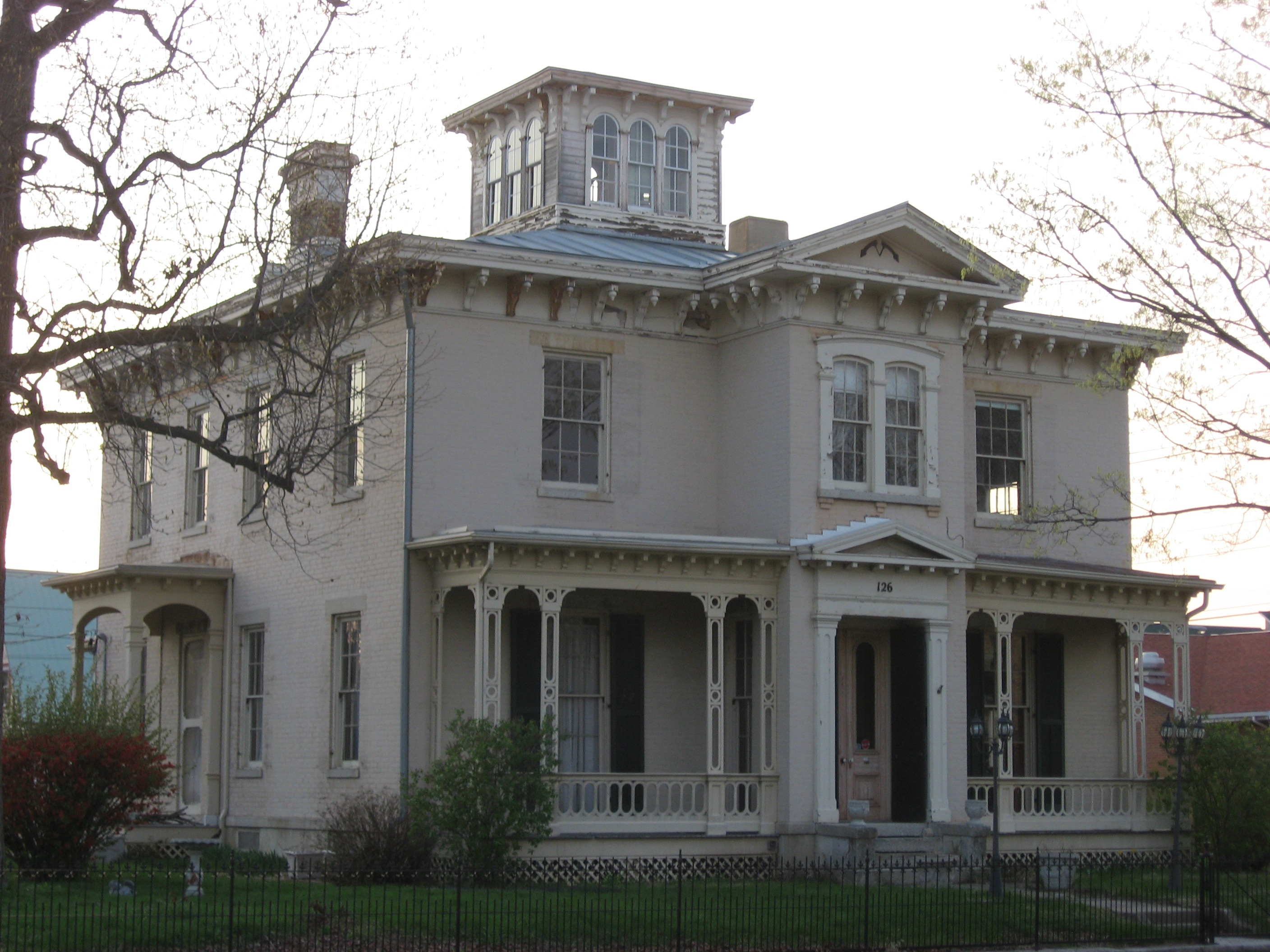
Das Andrew F. Scott House, gelistet im NRHP

Nach der Volkszählung im Jahr 2000 lebten im Wayne County 71.097 Menschen in 28.469 Haushalten und 19.301 Familien. Die Bevölkerungsdichte betrug 68 Einwohner pro Quadratkilometer. Ethnisch betrachtet setzte sich die Bevölkerung zusammen aus 92,04 Prozent Weißen, 5,10 Prozent Afroamerikanern, 0,20 Prozent amerikanischen Ureinwohnern, 0,51 Prozent Asiaten, 0,03 Prozent Bewohnern aus dem pazifischen Inselraum und 0,69 Prozent aus anderen ethnischen Gruppen; 1,42 Prozent stammten von zwei oder mehr Ethnien ab. 1,37 Prozent der Bevölkerung waren spanischer oder lateinamerikanischer Abstammung.
Von den 28.469 Haushalten hatten 30,1 Prozent Kinder unter 18 Jahre, die mit ihnen im Haushalt lebten. 52,8 Prozent waren verheiratete, zusammenlebende Paare, 11,4 Prozent waren allein erziehende Mütter und 32,2 Prozent waren keine Familien. 27,4 Prozent waren Singlehaushalte und in 11,8 Prozent lebten Menschen mit 65 Jahren oder darüber. Die Durchschnittshaushaltsgröße betrug 2,42 und die durchschnittliche Familiengröße lag bei 2,92 Personen.
24,2 Prozent der Bevölkerung waren unter 18 Jahre alt, 9,2 Prozent zwischen 18 und 24, 27,5 Prozent zwischen 25 und 44 Jahre. 23,4 Prozent zwischen 45 und 64 und 15,7 Prozent waren 65 Jahre alt oder älter. Das Durchschnittsalter betrug 38 Jahre. Auf 100 weibliche Personen kamen 92,4 männliche Personen. Auf 100 Frauen im Alter von 18 Jahren und darüber kamen 88,1 Männer.
Das jährliche Durchschnittseinkommen eines Haushalts betrug 34.885 USD, das Durchschnittseinkommen der Familien 42.811 USD. Männer hatten ein Durchschnittseinkommen von 32.298 USD, Frauen 21.901 USD. Das Prokopfeinkommen betrug 17.727 USD. 8,5 Prozent der Familien und 11,4 Prozent der Bevölkerung lebten unterhalb der Armutsgrenze.

## Orte im County
- Abington
- Beesons
- Bethel
- Boston
- Cambridge City
- Centerville
- Chester
- Dalton
- Dublin
- East Germantown
- East Haven
- Economy
- Fountain City
- Franklin
- Greens Fork
- Hagerstown
- Hiser
- Hoover Mill
- Jacksonburg
- Locust Grove
- Middleboro
- Milton
- Mount Auburn
- Pennville
- Pinhook
- Richmond
- Spring Grove
- Spring Grove Heights
- Webster
- Whitewater
- Williamsburg

Townships
- Abington Township
- Boston Township
- Center Township
- Clay Township
- Dalton Township
- Franklin Township
- Green Township
- Harrison Township
- Jackson Township
- Jefferson Township
- New Garden Township
- Perry Township
- Washington Township
- Wayne Township
- Webster Township